# Halecium marsupiale
Halecium marsupiale is een hydroïdpoliep uit de familie Haleciidae. De poliep komt uit het geslacht Halecium. Halecium marsupiale werd in 1887 voor het eerst wetenschappelijk beschreven door Bergh. 